# Leptonema ekisi
Leptonema ekisi is een schietmot uit de familie Hydropsychidae. De soort komt voor in het Neotropisch gebied.